# Landtagswahl in Oberösterreich 1931
- SDAPDÖ: 15
- CS: 28
- GDVP: 5

Die Landtagswahl in Oberösterreich 1931 fand am 19. April 1931 statt und führte neuerlich zu einem klaren Sieg der Christlichsozialen Partei (CS). Die Christlichsozialen konnten erneut leichte Stimmzuwächse verbuchen und stellen daher 28, im von 60 auf 48 Mandate verkleinerten Landtag. Auch die Sozialdemokratische Arbeiterpartei Deutschösterreichs (SDAPDÖ) erzielte leichte Stimmgewinne von rund 3 Prozentpunkten und stellen 15 der 48 Mitglieder im Landhaus. Die Großdeutschen die unter der Liste „Der Nationale Wirtschaftsblock und Landbund“ antrat, verlor rund die Hälfte ihres Stimmenanteils und stellte nunmehr 5 Mandate. Die Heimwehr (Heimatblock) und die NSDAP verfehlten mit 4,1 % bzw. 3,5 % den Einzug in den Landtag.

## Gesamtergebnis
| Partei                                                         | %       | Mand. |
| Christlichsoziale Partei (CS)                                  | 55,80 % | 28    |
| Sozialdemokratische Arbeiterpartei Deutschösterreichs (SDAPDÖ) | 28,72 % | 15    |
| Nationaler Wirtschaftsblock und Landbund                       | 7,88 %  | 5     |
| Heimwehr (Heimatblock)                                         | 4,10 %  | 0     |
| Nationalsozialistische Deutsche Arbeiterpartei (NSDAP)         | 3,50 %  | 0     |
| Gesamt                                                         | 100 %   | 48    |